# Esteban Ramirez
Esteban Julio Ricardo Montoya de la Rosa Ramirez is een personage uit de Disney-serie The Suite Life of Zack & Cody, gespeeld door Adrian R'Mante. In de aflevering I Want my Mummy zegt hij Peruviaans te zijn, hoewel hij het meestal heeft over "mijn land". Esteban heeft een kip als huisdier die hij Dudley noemt.
Esteban is lid van de koninklijke familie van Peru (zijn oma was koningin), maar deze is helaas voor hem afgezet. Hiernaar maakt hij in meerdere afleveringen verwijzingen.

## Familie en vrienden
- Gladys Ramirez, moeder. Gladys Ramirez is voor het eerst zichtbaar in de aflevering Mother of the Groom, van het vervolg op The Suite Life of Zack & Cody, The Suite Life on Deck. Esteban noemt haar naam in de aflevering To Catch a Thief.
- Diego Julio Ricardo Montoya de la Rosa Ramirez, Estebans vader (niet gezien), Esteban noemt de volledige naam van zijn vader ook in To Catch a Thief.
- Geraldo Juan Carlos Diego Pepe Bombaro Lupe Abarto Esteban Julio Ricardo Montoya de la Rosa Ramirez, Estebans opa (niet gezien).
- Oma Estebina Maria Julia Abierta de la Rosa Ramirez, Estebans oma (niet gezien).
- Ricardo, Estebans oom (niet gezien). Hij dacht dat hij olie had ontdekt in Peru, maar dat kwam uit een pijpleiding.
- Francesca  Ramirez, Estebans vrouw, na de aflevering Mother of the Groom.
- Dudley, Estebans huiskip.
- Carey, de moeder van Zack en Cody. Esteban onthult in de aflevering It's a Mad, Mad, Mad Hotel dat hij op haar valt.